# Alfonso Loera
Alfonso Loera (* 4. Dezember 1978 in Ensenada, Baja California) ist ein ehemaliger mexikanischer Fußballspieler auf der Position eines Verteidigers.

## Leben
Nachdem er bei einem öffentlichen Talentwettbewerb den Verantwortlichen des Club Deportivo Guadalajara aufgefallen war, erhielt er dort einen Profivertrag und gehörte dreieinhalb Jahre (2000 bis 2003) dem Kader der ersten Mannschaft an. Weil er sich letztendlich nicht für die Stammformation empfehlen konnte, wurde er in den beiden folgenden Jahren (2004 und 2005) an die Farmteams Club Deportivo Tapatío (seit der Saison 2004/05 Chivas La Piedad) und Club Deportivo Chivas USA ausgeliehen. Anschließend spielte er noch für die Guerreros de Tabasco und zuletzt die Rochester Rhinos, in deren Reihen er seine aktive Laufbahn beendete.